# Gossypium cunninghamii
Gossypium cunninghamii är en malvaväxtart som beskrevs av Agostino Todaro. Gossypium cunninghamii ingår i släktet bomull, och familjen malvaväxter. Inga underarter finns listade i Catalogue of Life.